# Parapleurodes chinensis
Parapleurodes chinensis är en insektsart som beskrevs av Willy Adolf Theodor Ramme 1941. Parapleurodes chinensis ingår i släktet Parapleurodes och familjen gräshoppor. Inga underarter finns listade i Catalogue of Life.